# ديفيد إسيكس
ديفيد إسيكس (بالإنجليزية: David Essex)‏ هو مغني وكاتب أغاني وممثل بريطاني، ولد في 23 يوليو 1947 في المملكة المتحدة.

## وصلات خارجية
- ديفيد إسيكس على موقع IMDb (الإنجليزية)
- ديفيد إسيكس على موقع ألو سيني (الفرنسية)
- ديفيد إسيكس على موقع ميوزك برينز (الإنجليزية)
- ديفيد إسيكس على موقع أول موفي (الإنجليزية)
- ديفيد إسيكس على موقع قاعدة بيانات الأفلام السويدية (السويدية)
- ديفيد إسيكس على موقع أول ميوزيك (الإنجليزية)
- ديفيد إسيكس على موقع ديسكوغز (الإنجليزية)
- ديفيد إسيكس على موقع قاعدة بيانات الفيلم (الإنجليزية)
- ديفيد إسيكس على موقع كينوبويسك (الروسية)